# Оганесян Саркіс Арамаїсович
Саркіс Арамаїсович Оганесян (вірм. Սարգիս Արամայիսի Հովհաննիսյան; нар. 17 серпня 1968, Єреван, Вірменська РСР) — радянський та вірменський футболіст, захисник та півзахисник. У 2004-2021 році входив до тренерського штабу московського «Локомотива».

## Клубна кар'єра
Вихованець єреванського спортінтернату. Розпочинав як нападник, будучи вихованцем єреванської СДЮШОР та тренуючись у Сейрана Галстяна, потім грав на позиції лівого півзахисника та лівого захисника. У складі «Арарату» дебютував 1987 року. До розпаду СРСР провів у команді 89 матчів, забив 9 м'ячів. 1992 року перейшов до московського «Динамо» до Валерія Газзаєва, але через травму втратив місце у складі і змушений був піти з команди навесні 1994 року після приходу туди Костянтина Бєскова. Обираючи між «Аланією» Газзаєва та московським «Локомотивом», перейшов у команду Юрія Сьоміна, в якій став одним із провідних гравців. За основну команду грав до 1999 року, наступний сезон провів у другому дивізіоні за другу команду, кар'єру завершив у 2001 році у казанському «Рубіні».

## Кар'єра в збірній
Грав за юнацьку збірну Вірменії. 1990 року провів неофіційний матч за збірну СРСР проти Ізраїлю. У футболці збірну Вірменії дебютував 7 вересня 1994 року в товариському поєдинку проти Бельгії. У 1994-1999 зіграв 16 матчів за національну збірну, був її капітаном.

## Кар'єра тренера

### «Локомотив» (Москва)
З 2004 року тренував дублюючу, а потім молодіжну команду «Локомотива». 11 червня 2021 року Саркіс Оганесян залишив клуб, сторони припинили співпрацю після закінчення терміну дії контракту. 24 червня 2021 року Оганесян увійшов до селекційного відділу клубу.

## Досягнення
«Динамо» (Москва)
- Вища ліга Росії
  -  Бронзовий призер (2): 1992, 1993

«Локомотив» (Москва)
- Вища ліга Росії
  -  Срібний призер (2): 1995, 1999
  -  Бронзовий призер (2): 1994, 1998

- Кубок Росії
  -  Володар (1): 1996